# Алиев, Шамиль Гимбатович
Шамиль Гимбатович Алиев (род. 25 июня 1943, Тануси, Хунзахский район) — доктор технических наук, профессор. Заслуженный деятель наук Дагестанской АССР. Разработчик ракетного оружия и космических технологий. Родной брат первого Президента Республики Дагестан — Алиева Муху Гимбатовича.

## Биография
Родился 25 июня 1943 года в селе Тануси Хунзахского района, в большой семье. Обучаясь в Танусинской неполной средней школе Шамиль проявлял интерес к точным наукам. Сразу же после окончания средшей школы в городе Избербаш в 1960 году он устраивается токарем на завод «Дагдизель», а уже через год поступает в Ленинградский кораблестроительный институт, по окончании которого в 1967 году получает распределение на родной завод, на должность инженера-конструктора. Последовательно занимал должности старшего инженера, начальника расчетно-вычислительного отдела, главного инженера «Особого конструкторского бюро» (ОКБ) по НИР и генерального конструктора систем автоматизи-рованного проектирования (САПР). Не прерывая свою трудовую деятельность, окончил аспирантуру при ЛКИ, в 1975 году стал кандидатом технических наук, а в 1983 — доктором технических наук по специализации «Военная техника и вооружения ВМФ». Профессор прикладной математики, почётный академик Российской Академии космонавтики, доктор технических наук и заслуженный деятель науки и техники. С 1980-х годов занимает должность главного инженера по научно-исследовательской работе и главного конструктора САПР на Каспийском заводе «Дагдизель». Советник Председателя Правительства Республики Дагестан по науке и ВПК, руководитель Центра прикладных технологий при Минэкономики РД, председатель правления Института прикладных программ и моделей при Ассоциации содействия «Международному центру научной культуры» — Всемирной лаборатории.
Известен как один из авторов монографий «Низкочастотное излучение развитых кавитационных течений», «Фундаментальные технические комплексы. Теория аналитического проектирования» и др. Разработчик торпед, установленных на атомной подводной лодке «Курск». Знаток проблем устойчивости вихревой пелены за крылом конечного размаха. Со второй половины 1980-х годов на крупнейших выставках оружия (на Международной Морской выставке в Сиднее в 2004 году и др.) позиционируется как «идеолог и конструктор надводного и подводного оружия аэрокосмического комплекса России» и «разработчик торпедного оружия России», руководитель делегаций и докладчик на презентации идеологической базы, разработанной в «Центре стратегических исследований» (Дагестан). Пропагандист идеи открытия детского Духовного планетария.
Шамиль Гимбатович был избран в Российский национальный комитет по теоретической и прикладной механике, включен в 10-томную энциклопедию Российской академии наук (РАН, раздел «Корабли и суда») и в Российскую морскую энциклопедию.
В 2009 году 6 августа Всемирный союз ученых принял решение назвать одну из планет под номером 13046 именем Алиева Шамиля Гимбатовича.

## Награды и звания
- Орден «За заслуги перед Республикой Дагестан»[3].
- Орден «За значительный вклад в укрепление национальной безопасности государства».
- Орден «Щит Отечества» I степени.
- Орден Петра Великого.
- почетный академик Российской академии космонавтики.
- Золотая медаль имени К. Э. Циолковского АН СССР.
- Золотая медаль имени В. П. Бармина.

## Афоризмы
- «Крыло — это дело всей моей жизни».
- «Иголка — это крыло с режущей возможностью в одну точку».
- «Кризис науки начинается тогда, когда учёных много, а заказчиков нет».
- «Доказательством существования Аллаха является наисложнейшее функционирование живых существ и явлений земных процессов».
- «Состояние без-образного состояния»